# Le più belle canzoni (Lorella Cuccarini)
 Le più belle canzoni è una raccolta della cantante italiana Lorella Cuccarini, pubblicata nel 2002.

## Descrizione
Nel 2002 Lorella Cuccarini dopo 16 anni a Mediaset rientra in Rai, conducendo Uno di noi, show del sabato sera di Rai 1 abbinato alla Lotteria Italia, assieme a Gianni Morandi e Paola Cortellesi.
Nello stesso anno pubblica una raccolta di successi contenente quasi tutte le sigle pubblicate fino a quel momento, alcune in versione riarrangiata come La notte vola, Sugar Sugar, Tutto matto e  Io ballerò, denominate Versione 2002, altre in versione rimasterizzata ed altre ancora mai apparse prima su supporto discografico come Cuccarello, Ran can can e Uno di noi.
Le altre tracce presenti sono state estratte dagli album Voci e Voglia di fare.
Il disco è stato pubblicato in un'unica edizione, in formato CD ed MC su etichetta Epic, con numero di catalogo EPC 510239 2, e non è mai stato pubblicato in digitale o per le piattaforme streaming.

## Tracce
1. Uno di noi
2. Voglia di fare
3. La notte vola (Versione 2002)
4. Tutto matto (Versione 2002)
5. Liberi Liberi
6. Un altro amore no
7. Sugar Sugar (Versione 2002)
8. Ran can can
9. Voci
10. Io ballerò (Versione 2002)
11. Portami via
12. X te
13. Cuccarello
14. Ascolta il cuore
15. Parola a chi